# Borogea, Mehedinți
Borogea este un sat în comuna Husnicioara din județul Mehedinți, Oltenia, România.